# تارین ترل
تارین ترل (انگلیسی: Taryn Terrell؛ زادهٔ ۲۸ دسامبر ۱۹۸۵) یک هنرپیشه، و مانکن اهل ایالات متحده آمریکا است. او بیشتر به‌خاطر شرکت در مسابقات کشتی کچ دبلیودبلیوئی معروف شد. وی به مدت ۲۷۹ روز در سال ۲۰۱۹ رکورد بیشترین عنوان‌دار قهرمانی زنان در این مسابقات را در اختیار گرفت.

## پیشینهٔ کاری
تارین ترل که در مسابقات کشتی سرگرمی جهانی (کشتی کج) که با نام تیفانی معروف بود از سال ۲۰۰۷ در این مسابقات شرکت کرد و در همین سال به جمع ۸ نفر برتر رسید و در نهایت چهارم شد. او عناوین و دستاوردهای فراونی داشت. در ۲۰ اکتبر ۲۰۱۷، اعلام شد که ترل از کشتی ایمپکت بازنشست شده‌است.

## بازیگری
او کار خود را با عنوان مدل در مجله پلی بوی در سال ۲۰۰۷ آغاز نمود. او شروع بازیگری را پس از حضور در کنار ویل فرل در فیلم کمدی کمپین تجربه کرد.

## زندگی شخصی
ترل در رشته بازاریابی در دانشگاه نیواورلئان تحصیل کرده‌است. ترل یکی از بنیانگذاران یک سازمان مردم‌نهاد به‌نام خانه کودکان امید است که به کودکانی که مورد بی توجهی، بدرفتاری و ترد قرار گرفته‌اند، کمک می‌کند. ترل بنیانگذار یک بنیاد مأموریت داوطلبانه به نام بنیاد فیبروز سیستیک است.
در سال ۲۰۰۸، ترل برای حمایت از حقوق حیوانات وگان شد. با این حال، او فاش کرد که از سال ۲۰۱۰ دیگر وگان نبوده‌است. وی مسیحی است.
ترل در سال ۲۰۰۸ با آلفونسو ریبیرو نامزد بود. ترل در ژوئیه ۲۰۰۹ با درو گالووی که  با نام مستعار "مکینتایر” بر روی صحنه کشتی کج ظاهر می‌شود نامزد کرد. این زوج در ماه مه ۲۰۱۰ در لاس وگاس ازدواج کردند. در ۲۴ مه ۲۰۱۱، ترل اعلام کرد که او و گالووی از هم جدا شده‌اند.
ترل در ۲ مارس ۲۰۱۴، دختری به‌نام امرسون به‌دنیا آورد. ترل در سال ۲۰۱۵ با موتورسوار حرفه‌ای و بدلکار جوزف دریدن ازدواج کرد.